# Ático Eusébio da Rocha
Dom Ático Eusébio da Rocha (Inhambupe, 6 de novembro de 1882 – Curitiba, 11 de abril de 1950) foi um arcebispo católico brasileiro.

## Biografia
Dom Ático Eusébio da Rocha, segundo Bispo diocesano, era baiano. Foi sagrado Bispo no dia 15 de abril de 1923, pelo Arcebispo Primaz da Bahia, e escolheu como lema de vida episcopal: Mihi vivere Christus est! (Meu viver é Cristo).
Sua posse na Diocese de Santa Maria ocorreu a 27 de maio de 1923. Uma das maiores preocupações de Dom Ático foi a conclusão do Seminário Diocesano São José. Saldou dívidas anteriores, levantou uma nova ala no edifício (lado oeste) e finalmente conseguiu inaugurar o Seminário no dia 28 de fevereiro de 1926.
Dom Atico promoveu a fundação da Obra das Vocações e a Congregação da Doutrina Cristã em toda Diocese. Criou mais nove Paróquias.
Por Decreto de 17 de dezembro de 1928, Dom Atico foi transferido para a nova Diocese de Cafelândia, hoje chamada de Diocese de Lins, São Paulo, na qual tomou posse no dia 9 de julho de 1929.
Em 1936 foi transferido para a Arquidiocese de Curitiba, Paraná, onde faleceu a 11 de abril de 1950.